# کامپکت (نشریه آمریکایی)
کامپکت (انگلیسی: Compact) یک مجلهٔ برخط آمریکایی است که فعالیت خود را از مارس ۲۰۲۲ آغاز کرد. این مجله توسط ادوین اپونت، سردبیر سابق مارکسیست عوام‌گرای نشریهٔ محافظه‌کار بین‌المللی فرست ثینگز، متیو اشمیتز، و سهراب احمری، روزنامه‌نگار نظری محافظه‌کار پایه‌گذاری شد. نیویورک تایمز سردبیران این مجله را به‌عنوان افرادی متنوع از منظر ایدئولوژی و شامل افراد فمینیست مارکسیستی، کاتولیک‌های محافظه‌کار و همچنین افراد عوام‌گرا توصیف کرده‌است. خط مشی تحریریهٔ این نشریه، انتقاد از لیبرالیسم از هر دو طیف راست و چپ است.

## تاریخچه
برنامه‌ریزی برای رونمایی از کامپکت از سال ۲۰۲۰ و در حالی آغاز شد که احمری و اشمیتز در ابتدا در نظر داشتند که این نشریه را به یک نشریهٔ غیرانتفاعی تبدیل کنند که از سوی خیرین حمایت می‌شود، اما بعداً تصمیم آن‌ها بر این شد که طرحی انتفاعی را دنبال کنند و به همین منظور ادوین اپونت نیز با این شرط که محتوای وبگاه «دغدغه‌های مادی»، را نیز پوشش دهد، به جمع آنان پیوست. کامپکت در زمان رونمایی فاقد پی‌وال بود، اما اکنون این سامانه را به‌همراه یک طرح تجاری مبتنی بر آبونمان راه‌اندازی کرده‌است.

## نویسندگان
ستون‌نویسان این مجلهٔ برخط شامل کریستوفر کالدول، لی اسمیت، کالکوم کایایون و نینا پاور، و ویراستاران مشارکت‌کننده در ویرایش محتوای آن شامل آدرین ورمول، گلن گرینوالد، لیل لیبوویتز، مایکل تریسی، پاتریک دنین، پل امبری و اسلاوی ژیژک می‌شوند.